# Redemptoristi
Redemptoristi (latinski : Congregatio Sanctissimi Redemptoris - Družba Svetog Otkupitelja, akronim: C.SS.R.) je katolički crkveni red poznat po svom misionarskom radu.

## Povijest
Redemptoriste je osnovao 1732. godine u Scali blizu Amalfija Alfonso Liguori.
Već na samom početku svog rada naišli su na velike poteškoće, jer ih je napuljski dvor, pod čijom su vlašću formalno bili, želio potpuno kontrolirati, ali su to uspjeli prevladati i preseliti se u Papinsku državu. Problemi te prirode nestali su 1749. godine kada je papa Benedikt XIV. i službeno odobrio njihov rad.
Počevši od 1832. Redemptoristi su prisutni i u Sjedinjenim Američkim Državama, gdje se prvenstveno bave njemačkim katoličkim imigrantima.
Do početka 1970-ih, redemptoristi su uspjeli osnovati svoje samostane diljem svijeta.